# SN 2008bf
SN 2008bf – supernowa typu Ia odkryta 18 marca 2008 roku w galaktyce NGC 4055. W momencie odkrycia miała maksymalną jasność 16,80m.